# Helena Válková
Helena Válková (ur. 7 stycznia 1951 w miejscowości Chlumec nad Cidlinou) – czeska prawniczka, wykładowczyni akademicka, profesor uczelniana, parlamentarzystka, od 2014 do 2015 minister sprawiedliwości.

## Życiorys
Ukończyła studia prawnicze na Uniwersytecie Karola w Pradze, profesurę uzyskała na Uniwersytecie Trnawskim. Pracowała w instytucie badań kryminologicznych, a także w instytucie państwa i prawa Czechosłowackiej Akademii Nauk. Odbyła staż naukowo-badawczy w Niemczech. Na początku lat 90. została wykładowczynią Uniwersytetu Karola, dochodząc do stanowiska zastępcy kierownika katedry. W 1993 organizowała czeski oddział wydawnictwa C.H. Beck, którym kierowała do 2011. Pracowała także na Uniwersytecie Zachodnioczeskim w Pilźnie, na którym kierowała katedrą prawa karnego.
Przed 1989 była członkinią Komunistycznej Partii Czechosłowacji. W okresie przemian należała do Forum Obywatelskiego. W 2013 ponownie zaangażowała się w działalność polityczną, wspierając nowo powołaną partię ANO 2011. Z listy tego ugrupowania w wyborach w tym samym roku, będąc bezpartyjną kandydatką, została wybrana na deputowaną do Izby Poselskiej. 29 stycznia 2014 objęła stanowisko ministra sprawiedliwości w koalicyjnym rządzie Bohuslava Sobotki. Urzędowanie zakończyła 1 marca 2015. W 2017 i 2021 utrzymywała natomiast mandat deputowanej na kolejne kadencje.
W 2016 i 2024 bez powodzenia ubiegała się o miejsce w Senacie (zajmując dwukrotnie 2. miejsce w II turze wyborów).